# Anoreina biannulata
Anoreina biannulata là một loài bọ cánh cứng trong họ Cerambycidae.